# La Monyos (pel·lícula)
|  | Aquest article tracta sobre la pel·lícula basada en Dolors Bonella i Alcánzar. Si cerqueu la biografia d'aquesta persona, vegeu «La Monyos». |

La Monyos és una pel·lícula catalana dirigida per Mireia Ros i estrenada en català i castellà l'any 1997. Nominada a un Premi Goya de 1998, està basada en la història d'una de les dones més icòniques de la Barcelona de principis del segle xx, La Monyos, caracteritzada per la seva bogeria i presència estrambòtica pels carrers del barri del Raval.

## Argument
La Pepi i l'Asuncioneta, dues nenes d'un barri de classe obrera de la Barcelona dels anys trenta, estan fascinades per un dels personatges locals: una boja encantadora que el seu estrany aspecte li ha donat el nom de La Monyos l'ha convertit en una llegenda. Com si fos un joc, la Pepi, amb la seva il·limitada imaginació, submergeix l'espectador al passat de La Monyos, tot transformant-la en una bella jove que va embogir d'amor...

## Anàlisi
El film adopta com a tòpic la mater dolorosa del franquisme —malgrat estar ambientat en una etapa política prèvia—, en què què la protagonista decideix construir una defensa psicològica i escull refugiar-se en una nova identitat en comptes de l'opció del suïcidi. Està concebuda, doncs, com una història romàntica i màgica amb un personatge que té característiques universals. Ros havia reconegut que el que li fascinava de la Monyos era el que li explicava la seva mare; era un ésser marginal però estimat per tothom. El personatge de la Pepi està basat en la figura de la mare de Ros, i totes les anècdotes que s'hi expliquen són les històries que li explicava quan ella era menuda.

## Producció
Mireia Ros va comptar amb Marta Figueras en la producció i ambdues van tardar sis anys en tirar endavant el projecte. El modista Adolfo Domínguez també va contribuir-hi amb una injecció financera final que va permetre iniciar el rodatge amb un pressupost total de 160 milions de pessetes.
Amb un pressupost modest, Ros va intentar recrear l'esperit de l'època dels anys 30 i fugir de la modernitat tecnològica per acostar-se a un cinema més artesanal. Tots els exteriors que apareixen a la pel·lícula són naturals i no es va utilitzar cap maqueta. La Rambla de Barcelona, el Palau Reial de Pedralbes i la ciutat de Granollers (per a ambientar la fàbrica i el barri) són alguns dels marcs on es va dur a terme el rodatge.
Tot i haver dirigit un curt documental Un adiós a Steve McQueen (1981), Ros va fer el salt al llargmetratge amb La Monyos: «Jo no volia dirigir; ni m'ho havia plantejat. Tan sols volia explicar la història de la Monyos. Però vam fer aquella pel·lícula, i vaig descobrir que això de dirigir m'agradava.»

## Repartiment
- Julieta Serrano: La Monyos
- Eufemia Roman: Lolita
- Carles Sabater: Alejo
- Anabel Alonso: Bella Mabel
- Montserrat Salvador: Marquesa de Parera
- Claudia Molina: Pepi
- Aynabel Llort: Asuncioneta
- Carlos Ballesteros: Marquès de Parera
- Francesc Orella: Ricardo
- Pep Guinyol: Goloso

Mireia Ros realitza també un cameo com a cupletista.

## Premis i nominacions

### Nominacions
- 1997 – Millor director novell al Festival Internacional de Chicago, per Mireia Ros[8]
- 1998 – Goya al millor director novell, per Mireia Ros[9]